# Paracymus despectus
Paracymus despectus är en skalbaggsart som först beskrevs av Leconte 1863.  Paracymus despectus ingår i släktet Paracymus och familjen palpbaggar. Inga underarter finns listade i Catalogue of Life.